# Úmluva o právním postavení osob bez státní příslušnosti
Úmluva o právním postavení osob bez státní příslušnosti (anglicky Convention relating to the Status of Stateless Persons) je primárním mezinárodním nástrojem zaměřeným na regulaci a zlepšení postavení osob bez státní příslušnosti. Úmluva těmto osobám přiznává mezinárodně uznaný právní status. Úmluva zajišťuje, že osobám bez státní příslušnosti budou bez diskriminace přiznávána základní práva a svobody, a to poskytnutím cestovních dokladů a průkazů totožnosti, a zaručeny minimální standardy zacházení. Úmluva byla přijata Valným shromážděním OSN 28. září 1954 a vstoupila v platnost 6. června 1960. Jménem České republiky byla Úmluva podepsána dne 17. května 2004 a vstoupila v platnost dne 17. října 2004. Úmluva je publikována pod č. 108/2004 Sb. m. s.
Na aplikaci této Úmluvy se podílí UNHCR (United Nations High Commissioner for Refugees – Úřad Vysokého komisaře OSN pro uprchlíky), který státům nabízí technické poradenství v legislativních otázkách, provozní podporu při zavádění postupů určování statusu a opatření pro zajištění práv zakotvených úmluvou. UNHCR vypracovala také další dokumenty, které se k Úmluvě o právním postavení osob bez státní příslušnosti z roku 1954 vztahují. Jedná se o Úmluvu o právním postavení uprchlíků (1951) a Úmluvu o omezení případů bezdomovectví (1961).

## Pojmy

### Státní příslušnost
Státní příslušnost je právní vztah mezi osobou a státem. Poskytuje lidem pocit identity a zároveň jim umožňuje používat široké škály práv. Absence občanství, resp. státní příslušnosti, znamená pro lidi různá omezení (např. pokud chtějí chodit do školy, získat zaměstnání, vlastnit majetek, cestovat apod.). Podle čl. 15 Všeobecné deklarace lidských práv má každý právo na státní příslušnost a nikdo nesmí být svévolně zbaven své státní příslušnosti ani práva svou státní příslušnost změnit.

### Osoba bez státní příslušnosti
Osobou bez státní příslušnosti se rozumí osoba, kterou žádný stát podle svých právních předpisů nepovažuje za svého občana.

## Klíčová ustanovení Úmluvy
Úmluva vychází ze základního principu, že s žádnou osobou bez státní příslušnosti by nemělo být zacházeno hůře než s cizincem, který má státní příslušnost. Obsahuje proto konkrétní ochranná opatření pro takové osoby a apeluje na státy, aby umožnily naturalizaci v situacích, kdy by toto opatření řešilo problém bezdomovectví. Zároveň ti, kteří definici osoby bez státní příslušnosti splňují, mají určitá práva a povinnosti obsažené v Úmluvě. Článek 2 Úmluvy stanoví, že všechny osoby bez státní příslušnosti jsou povinny řídit se zákony a dalšími právními předpisy země, ve které se nachází. Článek 3 Úmluvy uvádí, že smluvní státy budou vůči osobám bez státní příslušnosti uplatňovat ustanovení této Úmluvy bez diskriminace co do rasy, náboženství nebo země původu. Úmluva upravuje osobám bez státní příslušnosti vynětí z reciprocity (článek 7) a zaručuje jim právo na pomoc správních orgánů (článek 25), právo na průkazy totožnosti a cestovní doklady (článek 27 a 28). Osoby bez státní příslušnosti nebudou vyhoštěny kromě případů, kdy tak vyžadují důvody z oblasti národní nebo veřejné bezpečnosti. Vyhoštění může obecně proběhnout jen na základě rozhodnutí učiněného v rámci řádného právního postupu (článek 31). Úmluva vyzývá smluvní státy, aby usnadňovaly naturalizaci těchto osob a usnadňovaly jejich integraci a naturalizaci, například urychlením naturalizačního procesu či snížením poplatků za toto řízení (článek 32).
Závěrečná ustanovení Úmluvy doporučují, aby každý smluvní stát, pokud uznává důvody, pro které se daná osoba zřekla ochrany státu jehož je státním příslušníkem, zvážil příznivě možnost zacházet s touto osobou způsobem, který Úmluva stanovuje pro osobu bez státního občanství. Toto doporučení bylo do Úmluvy začleněno kvůli osobám bez státního občanství de facto, tj. osobám, které jsou sice technicky státními příslušníky určité země, avšak nezískávají žádné výhody vyplývající ze své státní příslušností (např. národní ochranu).

## Smluvní státy Úmluvy
K měsíci květnu roku 2016, jmenuje OSN, depozitář Úmluvy, celkem 89 států, které jsou smluvními stranami Úmluvy. Dva státy (Vatikán a Kolumbie) Úmluvu podepsaly, ale neratifikovaly. Úmluvu podepsalo následujících 87 států: Albánie, Alžírsko, Antigua a Barbuda, Argentina, Arménie, Austrálie, Ázerbájdžán, Barbados, Belgie, Belize, Benin, Bolívie, Bosna a Hercegovina, Botswana, Brazílie, Bulharsko, Burkina Faso, Čad, Černá Hora, Česko, Dánsko, Ekvádor, Fidži, Filipíny, Finsko, Francie, Gambie, Gruzie, Guatemala, Guinea, Honduras, Chorvatsko, Irsko, Izrael, Itálie, Jižní Korea, Kiribati, Kostarika, Lesotho, Libérie, Libye, Lichtenštejnsko, Litva, Lotyšsko, Lucembursko, Maďarsko, Malawi, Mexiko, Moldavsko, Mosambik, Německo, Niger, Nigérie, Nikaragua, Nizozemsko, Norsko, Panama, Paraguay, Peru, Pobřeží slonoviny, Portugalsko, Rakousko, Rumunsko, Rwanda, Řecko, Salvador, Senegal, Severní Makedonie, Sierra Leone, Slovensko, Slovinsko, Spojené království, Srbsko, Svatý Vincenc a Grenadiny, Svazijsko, Španělsko, Švédsko, Švýcarsko, Turecko, Trinidad a Tobago, Tunisko, Turkmenistán, Uganda, Ukrajina, Uruguay, Zambie a Zimbabwe.
Madagaskar odstoupil od Úmluvy v roce 1962 s účinností 2. dubna 1966. Spojené království rozšířilo platnost Úmluvy na britský Hongkong a Čínská lidová republika oznámila, že se Úmluva vztahuje na Hongkong i po roce 1997.